# 요스케 코스케
요스케 코스케(ヨースケコースケ, Yosuke Kosuke)는 사카노우에 요스케와 요네하라 코스케로 구성된 일본 밴드이다.

## 음반

### 스튜디오 앨범
- It's My World
- Super Original (スーパーオリジナル)
- Yosuke Kosuke Acoustic Selection
- Albireo (アルビレオ)

### 싱글
- "Oort no Kumo EP" (オールトの雲.ep)
- "Chō Ii ze!" (超イイぜっ!)
- "Sōkai Summer" (爽快サマー)
- "Zensokuryoku" (全速力)